# UTC−07:00

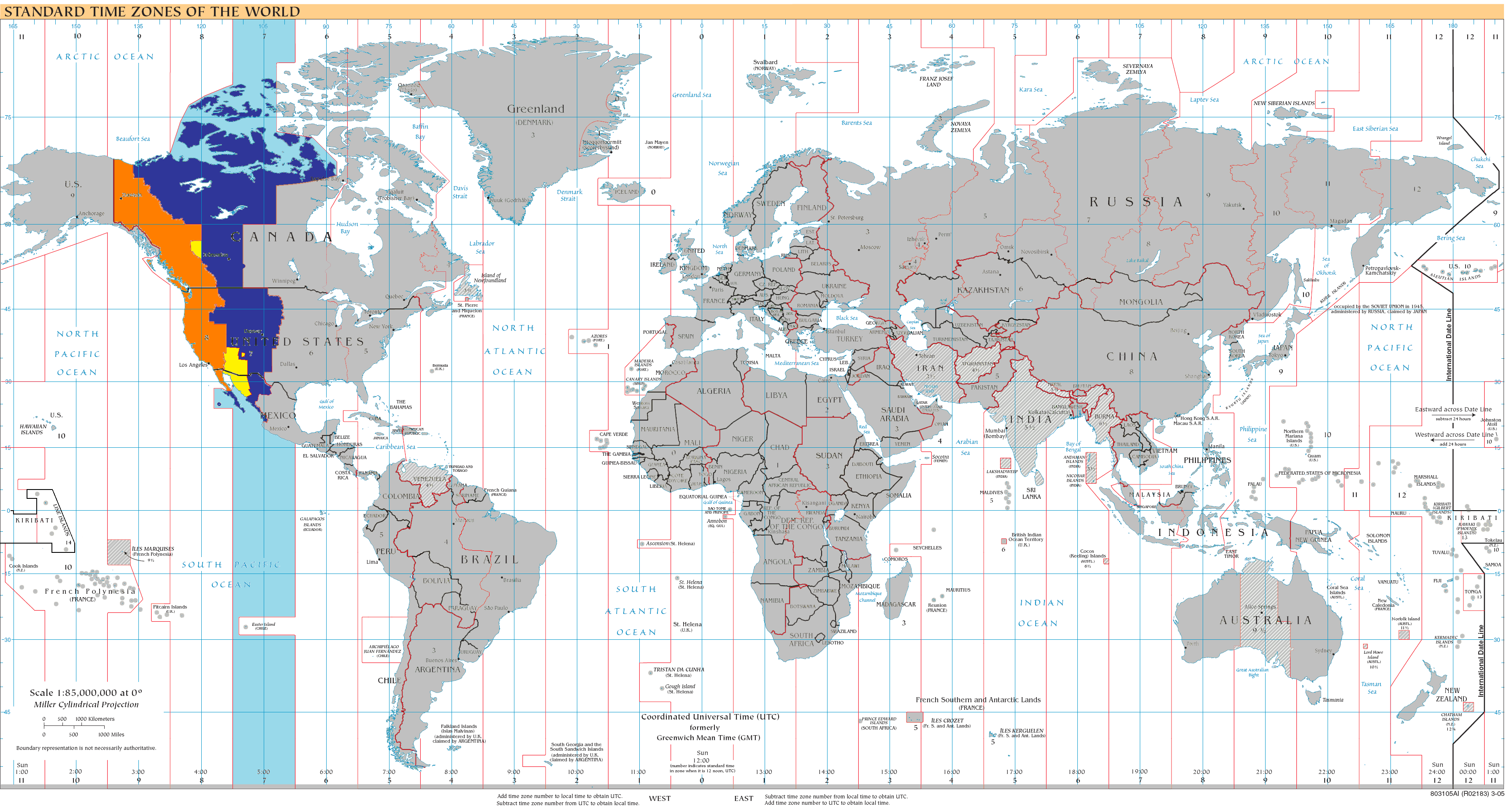
UTC-07:Blau (desembre), taronja (juny), groc (l'any sencer), blau clar (àrees marines)

UTC−07:00 és una zona horària d'UTC amb 7 hores de retard de l'UTC. El seu codi DTG és T -Tango.

## Zones horàries
- Mountain Standard Time (MST)
- Pacific Daylight Time (PDT)

## Franges

### Temps estàndard (l'any sencer)
- Canadà
  - Colúmbia Britànica (part de la província)
- Estats Units
  - Arizona (excepte Nació Navaho que té horari d'estiu)
- Mèxic
  - Sonora
  - Illes Revillagigedo (excepte l'illa Clarión)

### Temps estàndard (hivern a l'hemisferi nord)
Aquestes zones utilitzen el UTC-07:00 a l'hivern i el UTC-06:00 a l'estiu.

#### Mountain Standard Time
- Canadà
  - Alberta
  - Colúmbia Britànica (zona sud-est)
  - Territoris del Nord-oest (excepte Tungsten)
  - Nunavut (a l'oest de la regió)
  - Saskatchewan
    - Lloydminster i voltants.
- Estats Units
  - Colorado
  - Montana
  - Nou Mèxic
  - Utah
  - Wyoming
  - Arizona
    - Nació Navaho

  - Idaho (el sud del Riu Salmón)
  - Oregon (tres quartes parts nord del Comtat de Malheur, a la frontera d'Idaho)
  - Kansas (només als comtats de Sherman, Wallace, Greeley i Hamilton, situats a la frontera de Colorado)
  - Nebraska (el terç occidental)
  - Dakota del Sud (meitat occidental)
  - Dakota del Nord (el quadrant sud-oest)
  - Texas (els dos comtats més occidentals (Hudspeth, El Paso) i una porció del Comtat de Culberson)
  - Nevada (les ciutats frontereres de West Wendover (prop de Utah) i Jackpot (prop d'Idaho))
- Mèxic
  - Baixa Califòrnia Sud
  - Chihuahua (des de 1998)
  - Nayarit (excepte el municipi Bahía de Banderas)
  - Sinaloa

### Temps d'estiu (estiu a l'hemisferi nord)
Aquestes zones utilitzen el UTC-08:00 a l'hivern i el UTC-07:00 a l'estiu.

#### Pacific Daylight Time
- Canadà
  - Colúmbia Britànica (la majoria de la província)
  - Yukon
- Mèxic
  - Baixa Califòrnia
- Estats Units
  - Califòrnia
  - Idaho (al nord de l'estat)
  - Nevada (la majoria de l'estat)
  - Oregon (la majoria de l'estat)
  - Washington

## Geografia
UTC-07 és la zona horària nàutica que comprèn l'alta mar entre 97,5°O i 112,5°O de longitud.